# Mahasanghika
Mahāsāṅghika (Große Gemeinde) ist der Name einer frühen Schule des Buddhismus. Sie entstand 137 Jahre nach dem Tod (Eingang ins Nirvana) des Siddhartha Gautama, kurz nach dem zweiten Konzil von Vaiśālī. In einem Pamphlet fasste der Mönch Mahādeva fünf Punkte zusammen, die die Eigenschaften der Arhats betreffen, bspw. dass ein Arhat im Traum verführt werden könne und also nächtliche Samenergüsse haben. Ein Großteil des Sangha stimmte diesen Beobachtungen zu, aber eine Minderheit verweigerte diese 'Neuerung'. Ein nach Pataliputra einberufenes Konzil konnte nur noch die Spaltung des Ordens feststellen. Die Gruppe von Mönchen, die mit den Neuerungen nicht einverstanden waren, verließ das Konzil und nannte sich die Sthaviravādin ('die vom alten Weg', Pali> Theravādin); die zurückbleibenden Mönche erhielten dadurch den Namen Mahāsāṅghika, weil sie eine Theorie der Großen Sangha lehrten.
Beide Schulen änderten in der Folge ihren Kanon. Einige Autoren betonen, dass die Änderung der Mahasanghikas auch größere Möglichkeiten für Laien (Nichtordinierte) bot als der stark monastisch orientierte Weg des Theravada.
Später entstanden durch weitere solche Meinungsverschiedenheiten 18 Schulen, wobei heute nicht immer klar ist, welcher dieser beiden ursprünglichen Gruppen sie angehörten. Die Mahasanghika galten als eine der vier Shravaka-Schulen ('faithful listeners': Sthaviravāda, Mahasanghika, Sammitiya, Sarvastivada).
Der Unterschied blieb im praktischen Leben ohne große Konsequenzen, buddhistische Mönche verschiedener Tradition verkehrten sehr wohl miteinander. So war beispielsweise der Mahasanghika Atisha Bibliothekar des Klosters Vikramalashila, das selbst einer anderen Richtung angehörte, und von seinen Lehrern schätzte er am höchsten den Guru aus Sumatra (Suvarnadvipi), der wieder einer anderen Schule angehörte.
Infolge dieser Änderung entwickelten die Mahasanghika das Konzept des Bodhisattvapfades, während das Ziel des Theravada (Sthaviravada) weiterhin 'Arhatschaft' genannt wird. König Ashoka hatte einen Lehrer aus dem Theravada; zwar förderte er auch Mahasanghika-Klöster, aber er sandte einen Theravada-Mönch nach Sri Lanka, von wo aus sich diese Tradition nach Südostasien verbreitete. Dort überlagerte sie zum Teil Mahasanghika-Traditionen (z. B. in Thailand).
Die Sarvastivada-Schule hingegen wurde vom König nicht geschätzt und konzentrierte sich in der Folge fernab vom Königshof in Nordindien, Kashmir und im Westen (Bamiyan). Dadurch verbreitete sie sich über die Seidenstraße (Khotan, Tunhuang) nach China, von dort nach Korea, Japan, aber auch Vietnam (?). Kurz vor und in der Folge der Zerstörung der buddhistischen Kultur durch islamische Eroberer ('furor islamicus') kam es zu immer mehr Kontakten Tibets mit zentralasiatischen, dann kaschmirischen, zuletzt nordindischen Buddhisten (z. T. Flüchtlingen, zuerst aus Khotan und Kaschmir, später aus Nordindien), die alle Mahasanghikas (Saravstivada) waren (und zwar einheitlich die Untergruppe der Prasanghika-Madhyamaka).
Diese Schule unterschied zum Zweck der Motivationsprüfung der Schülerinnen und Schüler zwischen einem 'kleinen Pfad' und einem 'großen Pfad', auf skt. Hinayana und Mahayana. Dabei bleibt die Motivation des kleinen Pfads (Erleuchtung zum eigenen Wohl) theoretisch, man strebt nach der Motivation des 'großen Pfads' (Erleuchtung zum Wohl aller Lebewesen). Diese Unterscheidung wurde später (von Europäern) aufgegriffen, um die Theravada-Schule als Hinayana zu titulieren.